# М32 (граната)
М32 — универсальная граната, стоявшая на вооружении финской армии во время Зимней и Второй мировой войн, за свою форму получившая у советских солдат название «веретено».

## История создания

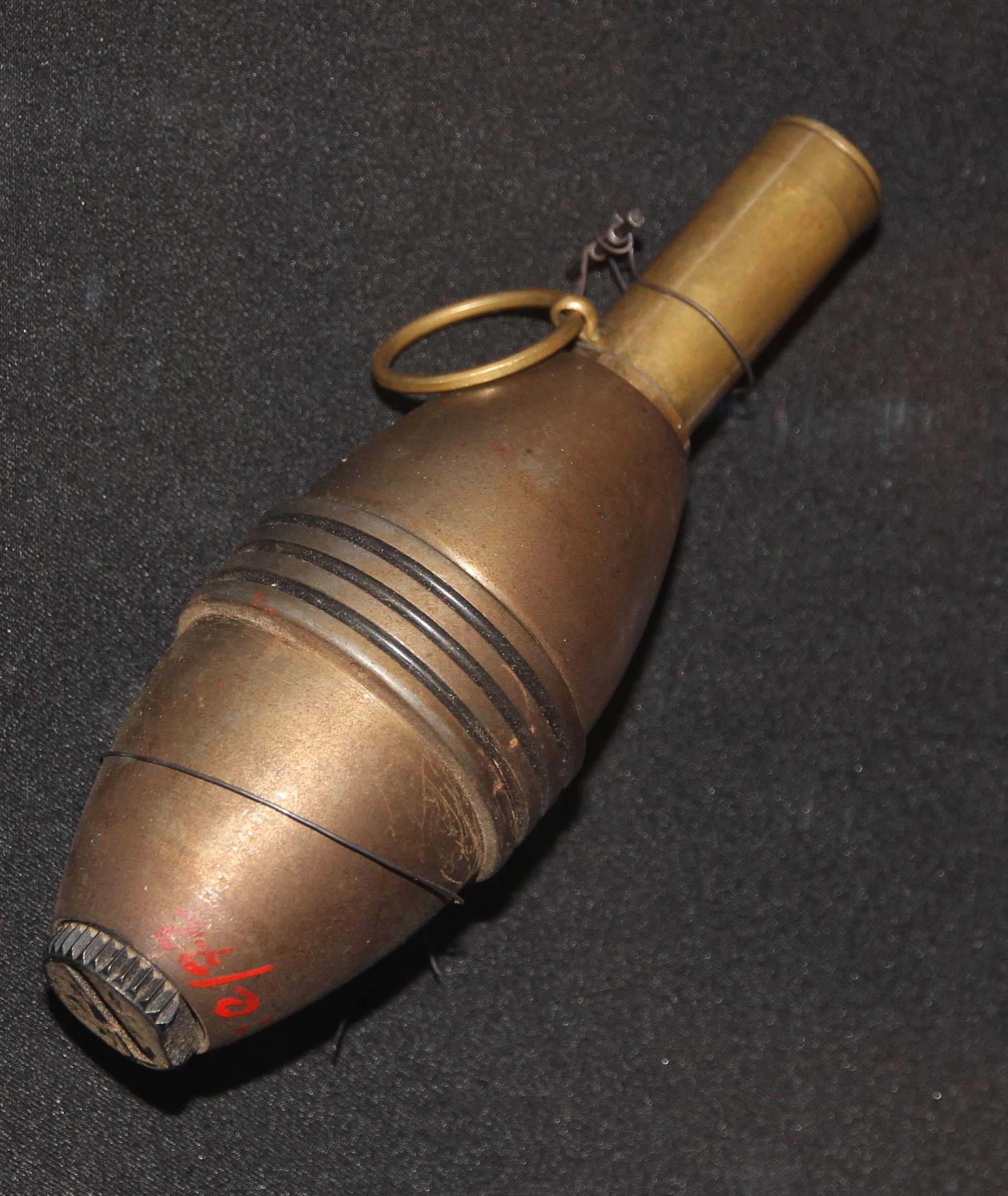

Была разработана в 1932 году. При создании предусматривалось возможность использования ее и как ручной гранаты, и как мины для перспективного 47-мм миномёта 47 Krh/39 фирмы Tampella (в этом случае донная пробка выкручивалась и вместо неё вкручивался стабилизатор). Однако миномёт не был принят на вооружение, и на практике граната использовалась исключительно как ручная.